# Straßenverkehrs-Ordnung (Deutschland)

Hinweisschild – Hier gilt die StVO – Dresden

Die Straßenverkehrs-Ordnung (StVO) der Bundesrepublik Deutschland ist eine Rechtsverordnung, die Regeln für sämtliche Teilnehmer am Straßenverkehr auf öffentlichen Straßen, Wegen und Plätzen festlegt.

## Inhalt
Der erste Teil regelt das Verhalten im Straßenverkehr. Leitgedanke ist dabei das Gebot der gegenseitigen Rücksichtnahme (§ 1 StVO). Die wichtigsten Regelungen sind die Straßenbenutzung selbst (§ 2 StVO), die Geschwindigkeit (§ 3 StVO), der Abstand (§ 4 StVO), das Überholen (§ 5 StVO), die Vorfahrt (§ 8 StVO), das Abbiegen (§ 9 StVO), das Halten und Parken (§ 12 StVO) und die Beleuchtung (§ 17 StVO).
Der zweite Teil umfasst die Klassifikation der Verkehrszeichen und andere Verkehrseinrichtungen (§§ 36–43 StVO). Im Anschluss folgen die Durchführungs- und Bußgeldvorschriften.

## Stellung im Straßenverkehrsrecht
Die Rechtsgrundlage für den Erlass der im Aufgabenbereich des Bundesverkehrsministeriums befindlichen StVO ist überwiegend § 6 Abs. 1 des Straßenverkehrsgesetzes. Änderungen an der StVO bedürfen der Zustimmung des Bundesrates. Die Umsetzung der StVO durch die Straßenverkehrsbehörden wird in der Allgemeinen Verwaltungsvorschrift zur Straßenverkehrs-Ordnung geregelt.
Die Straßenverkehrs-Ordnung bildet zusammen mit dem Straßenverkehrsgesetz, der Fahrerlaubnis-Verordnung, der Fahrzeug-Zulassungsverordnung und der Straßenverkehrs-Zulassungs-Ordnung weitestgehend das Straßenverkehrsrecht ab. Die Strafvorschriften im Straßenverkehr ergeben sich aus dem Strafgesetzbuch und dem Straßenverkehrsgesetz. Bei den Bußgeldvorschriften ist insbesondere der Bußgeldkatalog und das Punktesystem (§ 4 StVG) zu beachten. Die StVO gilt ohne Einschränkungen auch für ausländische Fahrzeugführer, die sich in Deutschland befinden.
Der räumliche Anwendungsbereich der StVO ist der öffentliche Verkehrsraum.
Dazu gehören alle Flächen, die dem Verkehr gewidmet sind und Flächen, die tatsächlich der Allgemeinheit mit Zustimmung des Berechtigten zur Benutzung verfügbar sind.
Nicht öffentliche Verkehrsflächen sind Straßen, die für jeden Verkehr gesperrt sind.

## Entwicklung bis 1945

### Reichs-Straßenverkehrs-Ordnung von 1934

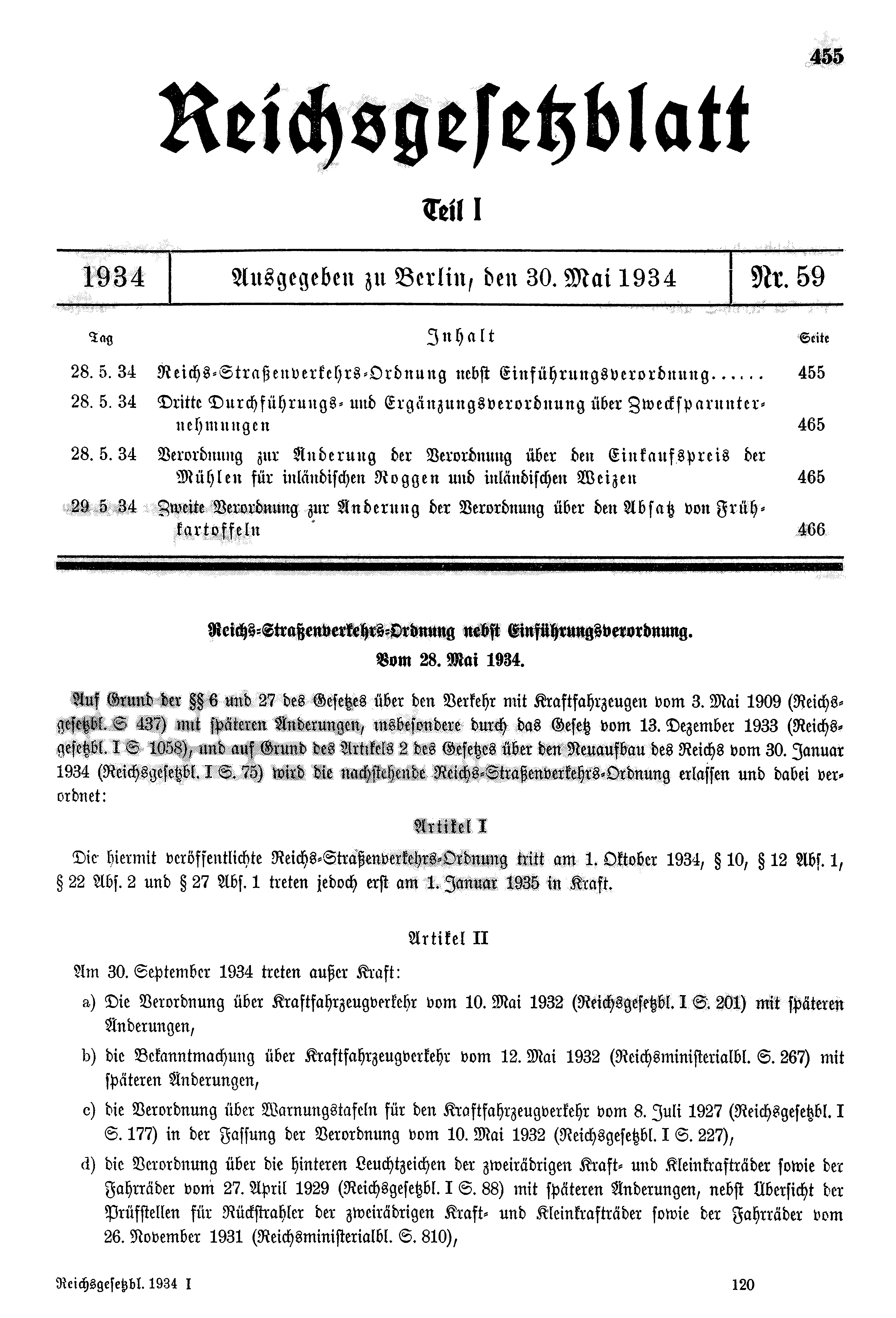
Titelseite des Reichsgesetzblattes Nr. 59 von 1934 mit der Einführungsverordnung der Reichs-Straßenverkehrs-Ordnung

Reichs-Straßenverkehrs-Ordnung 1934: Bild f: Verbot höherer Geschwindigkeit als 30 km je Stunde

Die erste Rechtsverordnung, die den Begriff Straßenverkehrs-Ordnung im Titel führte, war die am 28. Mai 1934 von Reichsverkehrsminister Freiherr von Eltz-Rübenach erlassene Reichs-Straßenverkehrs-Ordnung, beruhend auf §§ 6 und 27 des Gesetzes über den Verkehr mit Kraftfahrzeugen vom 3. Mai 1909. Diese Verordnung ersetzte die Verordnung über den Verkehr mit Kraftfahrzeugen vom 10. Mai 1932 sowie die Bekanntmachung über Kraftfahrzeugverkehr (Durchführungsverordnung) vom 12. Mai 1932, die selbst frühere Verordnungen zum Thema ersetzt hatten. Die neue Reichs-Straßenverkehrs-Ordnung trat am 1. Oktober 1934 in Kraft, mit Ausnahme der Regelungen aus vier Paragraphen, die erst zum 1. Januar 1935 Geltung erlangten. Alle landesrechtlichen Regelungen zum Kraftfahrzeugverkehr wurden ebenfalls damit außer Kraft gesetzt.
Ihr explizit im Vorwort unter Bezugnahme auf den „Führer und Reichskanzler“ benanntes Ziel ist „die Förderung des Kraftfahrzeugs“.
Nur der Teil B „Verhalten im Verkehr“ der Reichs-Straßenverkehrs-Ordnung von 1934 entspricht der heutigen StVO, während Teil A „Zulassung zum Verkehr“ mit den Kapiteln I „Personen“ und II „Kraftfahrzeuge und ihre Anhänger“ mit Wirkung ab 1. Januar 1938 zur Straßenverkehrs-Zulassungs-Ordnung wurde, aus der 1998 die Fahrerlaubnis-Verordnung ausgelagert wurde.
§ 20 der Reichs-Straßenverkehrs-Ordnung legte fest, dass Fahrzeuge, die schneller als 30 Kilometer je Stunde fahren konnten eine Beleuchtungseinrichtung besitzen mussten, welche die Fahrbahn mindestens 100 Meter voraus beleuchten konnte. Die Beleuchtung musste in ihrer Stärke regelbar sein, um bei entgegenkommenden Fahrzeugen abblenden zu können. Außerdem hatte die Beleuchtung bei Dunkelheit und Nebel die seitliche Begrenzung eines Fahrzeuges deutlich zu machen.
§ 25 der Reichs-Straßenverkehrs-Ordnung („Jeder Teilnehmer am öffentlichen Verkehr hat sich so zu verhalten, daß er keinen Anderen schädigt oder mehr, als nach den Umständen unvermeidbar, behindert oder belästigt.“), der erste Paragraph von Teil B, wurde 1937 von § 1 Verordnung über das Verhalten im Straßenverkehr (StVO) abgelöst. Der Regelungsgehalt wurde 1937 dahingehend erweitert, dass jeder Verkehrsteilnehmer sich so zu verhalten habe, dass der Verkehr nicht gefährdet wird. Der aktuelle § 1 StVO fußt in Absatz 2 teils wortwörtlich darauf. Wie in § 34 festgelegt, waren für eine „Verbot oder eine Beschränkung des Verkehrs oder einzelner Verkehrsarten auf bestimmten Straßen“ die Polizeibehörden oder Verwaltungsbehörden zuständig. Anordnungen konnten auch durch höhere Verwaltungsbehörden getroffen werden. Sie konnten „auch die Benutzung von Straßen aus Gründen der Sicherheit oder Leichtigkeit des Verkehrs beschränken“. Zu diesem Zweck wurden neu eingeführte Verkehrszeichen zur beschränkten Sperrung von Straßen sowie zur Geschwindigkeitsbeschränkung in die Straßenverkehrs-Ordnung aufgenommen. Eine konkrete Geschwindigkeitsbeschränkung wurde in der Reichs-Straßenverkehrs-Ordnung noch nicht festgeschrieben.

#### Novelle 1935
In der die Reichs-Straßenverkehrs-Ordnung ergänzenden Verordnung vom 24. September 1935 wurden spezielle Vorgaben und neue Warnzeichen zur Kennzeichnung von Eisenbahnübergängen eingeführt. Diese Neuregelung, die am 1. April 1936 in Kraft trat, galt zunächst noch nicht für Landstraßen I. und II. Ordnung. Auch Straßenbahnen müssen seit dem 1. April 1936 mit einem Fahrtrichtungsanzeiger ausgerüstet sein.

#### Novelle 1936
Am 16. Mai 1936 wurde eine Verordnung zur Änderung der Ausführungsanweisung zur Reichs-Straßenverkehrs-Ordnung, betreffend Verkehrszeichen verabschiedet. Unter anderem wurden die bisherigen Fernverkehrsstraßen in Reichsstraßen umbenannt und eine Zusatztafel eingeführt, auf der bei einer sich rasch hintereinander wiederholenden Gefahr (Kurve oder Querrinne) das jeweilige Sinnbild abgebildet wurde. Zudem wurden vor wichtigen Abzweigungen und Kreuzungen Vorwegweiser eingeführt.

### Straßenverkehrs-Ordnung von 1937

Das einzige Zeichen der StVO von 1937, das bis heute unverändert gültig blieb: der Ring für Laternenpfähle

Bereits 1937 galt die Reichs-Straßenverkehrs-Ordnung als den Anforderungen nicht mehr gewachsen. In der Fassung vom 13. November 1937 wurde das Verordnung über das Verhalten im Straßenverkehr bzw. kurz Straßenverkehrs-Ordnung (StVO) genannte Vorschriftenpaket beschlossen. Die Verordnung trat am 1. Januar 1938 in Kraft. Die durch den damaligen Innenminister Wilhelm Frick, den Reichsführer SS Heinrich Himmler sowie den Generalinspektor für das deutsche Straßenwesen Fritz Todt erlassene StVO von 1937 galt über Jahrzehnte hinweg. Zwar wurde sie in der DDR 1956 außer Kraft gesetzt, doch blieb sie in der Bundesrepublik Deutschland trotz mehrerer Anläufe für eine Neufassung aufgrund der anhaltenden strafrechtlichen Diskussion bis zum 28. Februar 1971 gültig. Die wesentlich umfassendere Neufassung von 1937 war zum einen den schnellen straßenverkehrstechnischen Fortschritten und dem Anwachsen des Verkehrs geschuldet, zum anderen wurden nun auch die Kompetenzverlagerungen und Strukturveränderungen innerhalb des inzwischen gefestigten nationalsozialistischen Staates deutlich.
In § 25 wurde auf die „Ausrüstung des Fahrrads“ eingegangen. Es wurde festgelegt, dass Fahrräder an beiden Seiten der Pedale Rückstrahler von gelber Färbung führen müssen. Wie große Schlitten, mussten Fahrräder zudem mit hell tönenden Glocken ausgerüstet sein. Radfahrer hatten zudem vorhandene Radwege zu benutzen. Auf Straßen ohne Radwege mussten sich Radfahrer am äußersten rechten Rand der Fahrbahn halten. Wenn der Fußgängerverkehr nicht behindert wurde, durften Radfahrer außerhalb von geschlossenen Ortschaften auch die Bankette nutzen. Grundsätzlich hatten Radfahrer außerdem einzeln hintereinander zu fahren. Eine Nebeneinanderfahren war nur gestattet, wenn keine Behinderung des Autoverkehrs vorlag. Auf Reichsstraßen mussten Radfahrer außerhalb von geschlossenen Ortschaften immer hintereinander fahren. Die Kennzeichen von Kraftfahrzeugen waren nun zu beleuchten. Nach § 43 waren Kinderspiele auf Straßen nur dann zulässig, wenn diese Straßen für den Durchgangsverkehr gesperrt waren. Einen umfangreichen Teil der StVO machten in der Anlage 1 die Vorgaben zu den Verkehrszeichen aus. Hier wurde unter vielem anderen auch festgelegt, dass die Vornorm DIN 1451 als Normschrift zu verwenden war und sich die Farben nach den RAL-Vorgaben zu richten hatten (S. 1191–1213). Die Anlage 2 (S. 1214) war mit „Beschaffenheit und Prüfung von Rückstrahlern“ überschrieben. Zulässig waren nur amtlich geprüfte Rückstrahler.

#### Novelle 1938

Das 1938 verordnete
Halt-Zeichen

Zu der am 1. November 1938 gültig gewordenen Novelle gehörte unter anderem die Einführung des Halt-Schildes sowie eine an Kreuzungen anzubringende Halt-Linie, die als Fahrbahnmarkierung auszuführen war.

#### Novellen 1939
Am 7. Mai 1939 trat eine Novelle in Kraft, in der die Höchstgeschwindigkeiten innerhalb und außerhalb geschlossener Ortschaften für Kraftfahrer geregelt wurden. Innerhalb geschlossener Ortschaften durften Personenkraftwagen sowie Krafträder mit und ohne Beiwagen 60 Kilometer je Stunde fahren. Lastkraftwagen und alle übrigen Kraftfahrzeuge hatten 40 Kilometer je Stunde einzuhalten. Außerhalb geschlossener Ortschaften und auf den Reichsautobahnen galten für Personenkraftwagen sowie Krafträder mit und ohne Beiwagen 100 Kilometer je Stunde und für Lastkraftwagen, Omnibusse und alle übrigen Kraftfahrzeuge 70 Kilometer je Stunde.
Diese Novelle wurde bereits im Oktober desselben Jahres durch eine weitere Novelle geändert und die zuvor verordneten Höchstgeschwindigkeiten teilweise herabgesetzt. Nun galt: Innerhalb der Ortschaften waren maximal 40 Kilometer je Stunde erlaubt, während Personenkraftwagen und Krafträder außerhalb der Ortschaften 80 km/h und Lastkraftwagen sowie Omnibusse 60 Kilometer je Stunde schnell sein durften.

#### Novelle 1940 (Fahrradnovelle)
Die am 24. April 1940 erlassene Novelle, deren Hauptbestandteile ab 1. Oktober 1940 galten, widmete sich der verkehrstechnischen Ausstattung der Fahrräder. So wurden nun rote Schlusslichter zur Pflicht, die auch elektrisch betrieben werden konnten. Die Verordnung zu den gelben Rückstrahlern an den Pedalen aus dem Jahr 1937 wurde nun mit dem Zusatz ergänzt, dass neue Fahrräder diese Ausstattung besitzen mussten.

#### Novelle 1943
In der Novelle vom 19. Mai 1943 wurde ein neues Bild (Bild 34a) eingeführt, das auf Rufstellen des NSKK-Verkehrshilfsdienstes hinweisen sollte.

#### Novelle 1944
Die am 28. Januar 1944 eingeführte Novelle ordnete das Überholen anderer Fahrzeuge und entband die Fahrzeugführer bis auf weiteres von der Pflicht, dass ihre Fahrzeuge mit betriebsfähigen Richtungsanzeigern (Winkern) und Haltanzeigern (Bremslichtern) ausgestattet waren.

## Entwicklung nach 1945 in der Deutschen Demokratischen Republik
Im Bereich des sowjetischen Sektors, der Sowjetischen Besatzungszone und der 1949 gegründeten Deutschen Demokratischen Republik ist zunächst keine immer übereinstimmende Linie in der Weiterentwicklung der Straßenverkehrs-Ordnung erkennbar. Klar blieb, dass die Straßenverkehrs-Ordnung von 1937 mit ihren nachfolgenden Novellen bis 1944 in Kraft blieb.
Im Raum Berlin wurden bis zur Neufassung der Straßenverkehrs-Ordnung 1956 die Bestimmungen der StVO von 1937 über Militär- und Polizeiverordnungen der Besatzungsmacht ergänzt und überarbeitet.

### Bis 1956 weiterhin gültig: die StVO von 1937

#### Novelle 1953
Die erste und einzige DDR-Novelle der Straßenverkehrs-Ordnung von 1937 wurde am 6. Februar 1953 im Gesetzblatt verkündet. Wesentlicher Punkt dieser Novelle war unter anderem die offizielle Wiedereinführung des Wortes Fernverkehrsstraße an Stelle von Reichsstraße sowie die Vorfahrtsregelung für Autofahrer auf Hauptstraßen.
Die Novelle wurde im sowjetischen Sektor von Berlin allerdings nicht eingeführt, da dieser weiterhin einen Sonderstatus innehatte.

### Straßenverkehrs-Ordnung von 1956

Bekanntestes Zeichen der DDR-Neufassung von 1956: das neue, den überarbeiteten internationalen Richtlinien entsprechende Halt-Schild

Als Verordnung über das Verhalten im Straßenverkehr (Straßenverkehrs-Ordnung – StVO –) wurde am 4. Oktober 1956 vom Ministerrat der DDR eine neue StVO eingeführt. Diese StVO galt erstmals seit 1945 ohne Veränderungen ab dem 23. November 1956 auch für Ost-Berlin. Der Ministerrat setzte zwar einerseits die vorhergehende StVO aus dem Jahr 1937 außer Kraft, bestätigte aber andererseits auch viele ihrer grundsätzlichen Vorschriften in Wort und Bild. Insgesamt wurde auf neue Entwicklungen und Erkenntnisse im Straßenverkehr eingegangen und diese an die Verhältnisse in der Deutschen Demokratischen Republik angepasst. Der Verkehrszeichenkatalog wurde teilweise leicht überarbeitet und durch neue Zeichen ergänzt. Es galten ein striktes Alkoholverbot mit 0-Promille-Grenze sowie allgemeine Höchstgeschwindigkeiten von 50 km/h innerorts, 80 km/h auf Landstraßen und 100 km/h auf Autobahnen.

### Straßenverkehrs-Ordnung von 1964

Der 1964 eingeführte gelb-blaue Wegweiser für den Transitverkehr

Am 30. Januar 1964 wurde eine neue Straßenverkehrs-Ordnung als Verordnung über das Verhalten im Straßenverkehr (Straßenverkehrs-Ordnung – StVO –) vom Ministerrat verordnet. Sie war die am längsten gültige Straßenverkehrs-Ordnung der DDR. Viele textliche Einzelheiten blieben weiterhin aus der Vorkriegsordnung erhalten. Dies galt auch für etliche Verkehrszeichen, die teilweise mit leichten Veränderungen erneut im Verkehrszeichenkatalog auftauchten. Andererseits wurden DDR-eigene Zeichen, die bereits 1956 verordnet worden waren weitergeführt und neue, den Transitverkehr betreffende Schilder aufgestellt. Insbesondere auf Grund des erwarteten Anstiegs im Individualverkehr wurden viele Zeichen neu eingeführt. Dabei wurden die aktuellen internationalen Regelungen vielfach übernommen.

#### Novelle 1971

Wie im Westen fand 1971 auch im Osten die Autobahnbeschilderung direkten Eingang in den Verkehrszeichenkatalog

Mit der Verordnung zur Änderung der Straßenverkehrs-Ordnung – StVO – vom 20. Mai 1971 verordneten der Ministerrat, der Minister des Inneren und der Chef der Deutschen Volkspolizei am 1. August 1971 unter anderem neue Verkehrszeichen und Änderungen im Verkehrszeichenkatalog.
Eine Neuerung war die Aufnahme der Autobahnbeschilderung in den Verkehrszeichenkatalog. Diese Beschilderung war vorher gesondert geregelt worden. Den gleichen Schritt bei der Autobahnbeschilderung hatte die damals aktuelle westdeutsche Straßenverkehrs-Ordnung mit der Neufassung von 1970, die am 1. März 1971 in Kraft trat, bereits vollzogen.

### Straßenverkehrs-Ordnung von 1977
Die letzte Straßenverkehrs-Ordnung der DDR vom 26. Mai 1977, die am 1. Januar 1978 in Kraft trat, galt mit Ausnahme weniger Passagen bis zum 31. Dezember 1990. Dabei wurden im Wesentlichen die Piktogramme der Verkehrszeichen dem internationalen Standard angepasst und u. a. der grüne Rechtsabbiege-Pfeil an Ampeln eingeführt.
Wesentliche nachträgliche Änderungen war die Vereinheitlichung der Höchstgeschwindigkeit auf Landstraßen für alle Fahrzeugarten auf 80 km/h sowie die Einführung der Gurtpflicht auf Vordersitzen in PKW im Jahr 1980.

### Nutzung nach dem Ende der DDR
Um 2000 wurde die Straßenverkehrsordnung der DDR in Afghanistan eingeführt, weil viele afghanische Soldaten in der DDR ausgebildet worden waren.

## Entwicklung nach 1945 in der Bundesrepublik Deutschland

Ein wichtiges neues Warnzeichen der StVO von 1953: Schleudergefahr

Die Bestimmungen der Straßenverkehrs-Ordnung befinden sich in Fachkreisen in fortlaufender Diskussion. Juristen und Verkehrsplaner beobachten, zunehmend mit statistischen und anderen wissenschaftlichen Methoden, ob die Regeln einzeln und im Zusammenwirken die erwünschten Wirkungen auf das Verhalten der Verkehrsteilnehmer haben. Manchmal werden nur einzelne Punkte geändert. Im Abstand von Jahrzehnten wird das ganze Regelwerk überarbeitet.

### Bis 1971 weiterhin gültig: die Straßenverkehrs-Ordnung von 1937

#### Novellen 1953
Am 23. Januar 1953 entfielen sämtliche Geschwindigkeitsbeschränkungen für PKW. Bis zum 31. August 1957 durfte in geschlossenen Ortschaften wie auch außerhalb so schnell wie man konnte gefahren werden. Allerdings hielten viele Gemeinden durch eigene Verordnungen und Beschilderung an alten Beschränkungen fest oder bestimmten sie neu: „In Hannover bleibt es bei 40 km, in Frankfurt, Kassel und Koblenz auch. In Bremerhaven sollen 50 km erlaubt sein, in der Münchener Innenstadt 25 km usw.“
Mit der am 1. September 1953 in Kraft getretenen Novelle wurde die Pflicht zum Anzeigen von Fahrtrichtungsänderungen wieder ausnahmslos eingeführt, aber auch auf neue Entwicklungen und Erkenntnisse eingegangen. In der Novelle wurde unter anderem die äußere Form der dreieckigen Verkehrszeichen verändert, zum anderen neue Verkehrszeichen hinzugefügt. Neben leichten farblichen Veränderungen behielten etliche Schilder ihr bisheriges Erscheinungsbild. Aus dem Vorkriegs- und Kriegskatalog der StVO entfielen nun Bild 45 „Fernverkehr“ sowie Bild 30b „Skizze für die Kennzeichnung einer Straße, auf der zur Beachtung der Vorfahrt gehalten werden muß“.

#### Novelle 1956

Das von Mai 1956 bis März 1971 gültige Verkehrsverbotsschild für Kraftwagen. Das Sinnbild stammte noch aus der StVO von 1934

Der stark zunehmende Straßenverkehr der Wirtschaftswunder-Jahre machte bereits 1956 eine umfassende Überarbeitung der Straßenverkehrs-Ordnung notwendig. Die Novelle wurde am 1. Mai 1956 rechtsgültig. Nochmals wurde an der Umrandung der Schilder gearbeitet. Außerdem fanden neue internationale Regelungen zu den Verkehrszeichen Eingang in die Straßenverkehrs-Ordnung. Da zumeist die alten Sinnbilder in ihrer Gestaltung belassen und nur die neu hinzugekommenen eine zeitgemäße Bearbeitung erfuhren, behielten einige Bilder über Jahrzehnte ein unverändertes Erscheinungsbild. Durch die hohe Zahl der neuen Schilder wurde schon früh der wuchernde „Schilderwald“ angeprangert und die Frage aufgeworfen, wie viele Zeichen einem Autofahrer gleichzeitig zuzumuten sind. Tests zeigten, dass sich die Aufnahmefähigkeit bei allen Probanden auf zwei Schilder beschränkte. Nur die Hälfte der Personen nahm noch ein drittes Zeichen bewusst war.

#### Novelle 1957

Hinweiszeichen für Kriegsgräberstätten

In der Verordnung zur Änderung der Straßenverkehrs-Ordnung vom 25. Juli 1957 wurde festgelegt, dass die höchstzulässige Fahrgeschwindigkeit „innerhalb geschlossener Ortschaften 50 Kilometer je Stunde für Kraftfahrzeuge aller Art“ zu betragen habe. Auf Bundesautobahnen und anderen Straßen hatten Personenkraftwagen mit Anhänger und Kombinationskraftwagen mit Anhänger 80 Kilometer je Stunde zu fahren. Krafträder mit Anhänger hatten 60 Kilometer je Stunde und Kraftomnibusse ohne Anhänger hatten 80 Kilometer je Stunde einzuhalten. Lastkraftwagen bis zu 7,5 Tonnen ohne Anhänger sowie Sattelkraftfahrzeuge bis zu 7,5 Tonnen mussten 80 Kilometer je Stunde auf Autobahnen und anderen Straßen einhalten.
Im Februar des gleichen Jahres waren die Tafeln für abseits der Straße gelegene Orte, für Hinweise auf Flüsse und Sehenswürdigkeiten mit den Bildern 38a bis 38c durch das Hinweiszeichen für Kriegsgräberstätten ergänzt worden.

#### Novelle 1960

Bild 52a:
Abknickende Vorfahrt

Mit der bereits am 29. Dezember 1960 verordneten Änderung der Straßenverkehrs-Ordnung folgten am Tag nach deren Verkündung im Bundesgesetzblatt neue, überarbeitete Zusatztafeln zur „Abknickenden Vorfahrt“, die bei Bedarf unter den Bildern 30, 30a, 44, 52 angebracht werden konnten. Die „Abknickende Vorfahrt“ wurde dabei durch ihre Verankerung in der StVO auf eine neue Rechtsgrundlage gestellt. Die neuen Zeichen löste eine ältere Vorgabe ab, die vorfahrtsregelnde Schilder mit Zusatztafeln vorsah.

#### Erlass von 1962

Hinweiszeichen für KZ-Friedhöfe

Auf Grundlage des Bildes 38c zu den Tafeln für abseits der Straße gelegene Orte, für Hinweise auf Flüsse und Sehenswürdigkeiten wurde am 25. September 1962 ein Hinweiszeichen für KZ-Friedhöfe durch den Bundesverkehrsminister Hans-Christoph Seebohm erlassen. Das Zeichen war auch für KZ-Gedenkstätten zu verwenden. Mit der Veröffentlichung der Straßenverkehrs-Ordnung von 1971 erscheint ein in der Reihe der bis dahin erlassenen Hinweiszeichen passendes und genau definiertes Nachfolgerzeichen nicht mehr im Verkehrszeichenkatalog.

#### Novelle 1964
Mit der Novelle vom 30. April 1964 wurde unter anderem ein leicht verändertes Bild 30c des 1956 erstmals verordneten Zebrastreifens eingeführt, das den Fußgängern auf Überwegen Vorrang vor dem Automobilverkehr gab. Vom Bundesverkehrsminister wurden im Verkehrsblatt 1964, S. 251, Richtlinien für die Durchführung verkehrslenkender Aufgaben der Straßenverkehrsbehörden bekanntgegeben. Dazu wurden im Bundesgesetzblatt Wegweiser für Bedarfsumleitungen des Autobahnverkehrs im Bild veröffentlicht. Diese Verordnung trat am 1. Juni 1964 in Kraft.

### Straßenverkehrs-Ordnung von 1970

Die Autobahnbeschilderung wurde ab 1971 Teil des Verkehrszeichenkataloges

Am 16. November 1970 erlassen, wurde zum 1. März 1971 unter anderem die Fahrtrichtungsanzeige zum Fahrspurwechsel eingeführt und die in den 1930er Jahren eingeführte Radwegbenutzungspflicht galt nur noch für rechtsseitige Radfahrwege. Neuerungen bezogen sich auch auf die Verkehrsleitführung bei Bauarbeiten. Erstmals wurde nun auch die Autobahnbeschilderung in den Verkehrszeichenkatalog mit aufgenommen. Bis dahin war diese Beschilderung gesondert durch den Erlaß über Verkehrszeichen und Einrichtungen an Reichsautobahnen vom 15. April 1938,
bestätigt als Bundesrecht gemäß § 3 der Ersten Allgemeinen Verwaltungsvorschrift für die Auftragsverwaltung der Bundesfernstraßen vom 3. Juli 1951 (Bundesanzeiger Nr. 132) geregelt worden.
Neben diesen Neuerungen wurden eine Reihe von Sinnbildern überarbeitet oder neu geschaffen. So fand unter anderem auch das 1968 im Wiener Übereinkommen über Straßenverkehrszeichen festgelegte Stoppschild Eingang in die Straßenverkehrs-Ordnung. Bei einigen Zeichen wurde auch eine farbliche Neugestaltung vorgenommen. Besondere Aufmerksamkeit war auch auf die Zusatzschilder gelegt worden. Hier ging es um die in der Vergangenheit oftmals vernachlässigte Standardisierung der Texte und Schildgrößen. Die wichtigsten Zusatzschilder erhielten nun entsprechend der Verkehrszeichen eine Nummerierung.

#### Novelle 1972
Auf Landstraßen wurde das Tempolimit von 100 km/h eingeführt.

#### Novelle 1980

Eines der 1980 eingeführten Zusatzzeichen, das die Belange von Menschen mit Behinderung berücksichtigte.

Die Novelle von 1980, die am 1. August 1980 in Kraft trat, widmete sich insbesondere den Parkproblemen in den Innenstädten und den gesicherten Freiräumen von Anliegern. Erstmals wurden nun auch Menschen mit Behinderung im Straßenverkehr berücksichtigt. Daneben standen die Neuregelungen für verkehrsberuhigte Zonen und Haltestellen insbesondere für Schulbusse im Mittelpunkt. Ein weiterer wesentlicher Änderungspunkt galt der Normschrift DIN 1451, die seit 1931 in ihren grundsätzlichen Ausprägungen kontinuierlich in Gebrauch geblieben war. Die 1980 veröffentlichte und 1981 gültig gewordene neue DIN 1451 zeigte viele überarbeitete Ziffernzeichen und Figuren, die eine bessere Lesbarkeit erzielen sollten. Zudem wurden Konzepte für eine sorgfältigere Laufweitengestaltung entwickelt. Auch hierbei stand der Gesichtspunkt verbesserter Lesbarkeit im Vordergrund. Die gestalterischen und typographischen Bemühungen dieser Zeit gehörten zu einer umfassenden Gestaltungsnovelle der Verkehrszeichen, die 1992 in der Einführung einer teilweise völlig neuen, radikal abstrahierenden Symbolsprache mündete.

#### Novelle 1983

Das Zeichen Kraftfahrlinien verlor am 1. Januar 1994 seine Rechtswirkung

Die Sechste Verordnung zur Änderung der Straßenverkehrs-Ordnung enthielt Änderungen rund um den Omnibusverkehr. Außerdem wurde festgelegt, dem Zeichen 226 „Kraftfahrlinien“ vom 1. August 1983 bis zum 31. Dezember 1993 die Bedeutung des Zeichens 224 zu geben. Ab dem 1. Januar 1994 verlor dann die bis dahin gültige Kennzeichnung von Bushaltestellen ihre Rechtswirkung.

#### Novelle 1989
Mit der Zonengeschwindigkeits-Verordnung vom 19. Februar 1985 wurden zwei Verkehrszeichen (Anfang/Ende) für geschlossene Wohngebiete eingeführt. Deren Aufstellung war ursprünglich bis zum 31. Dezember 1989 befristet. Durch die Zehnte Verordnung zur Änderung der Straßenverkehrs-Ordnung vom 9. November 1989 erhielten die beiden Zeichen ihre Nummern und wurden der StVO beigefügt.

#### Novelle 1992 (Gestaltungsnovelle, Ende der deutschen Teilung)

Das erste nach den neuen Gestaltungsrichtlinien eingeführte westdeutsche Schild war 1980 das damalige „Zeichen 325“. Es blieb aber bis 1992 eine der wenigen Ausnahmen.

Infolge der deutschen Wiedervereinigung am 3. Oktober 1990 gilt die StVO seit 1. Januar 1991 auch im Beitrittsgebiet, allerdings galt dort auf den Autobahnen noch bis Ende 1991 ein Tempolimit von 100 km/h, auf Landstraßen bis Ende 1992 ein Tempolimit von 80 km/h. Zudem wurden zwei Verkehrszeichen aus dem DDR-Katalog in die nun gesamtdeutsche StVO aufgenommen: Zeichen 272 (Wendeverbot) sowie ab 1994 Zeichen 720 (Grünpfeil).
Einen wesentlichen Bestandteil der Novelle von 1992 machte die Überarbeitung der Sinnbilder aus. Die Gestaltungsnovelle der bundesdeutschen Verkehrszeichen geht bis auf das Jahr 1980 zurück. Damals wurde beschlossen, die Verkehrszeichengestaltung zu überarbeiten. Die „Fachgruppe Verkehrsregelung und Wegweisung“ der Bundesanstalt für Straßenwesen (BASt) beschäftigte sich mit der Neugestaltung sämtlicher Zeichen bis Mitte der 1980er Jahre. Als Ergebnis dieses Prozesses trat am 1. Juli 1992 die Elfte Verordnung zur Änderung der Straßenverkehrs-Ordnung in Kraft.

#### Novelle 1994

Zeichen 720: Grünpfeil

Am 1. Januar 1994 trat die Siebzehnte Verordnung zur Änderung straßenverkehrsrechtlicher Vorschriften vom 14. Dezember 1993 in Kraft. Unter anderem wurde die 1991 erteilte Verordnung über die vorübergehende Verwendung des grünen Pfeilschildes an Lichtzeichenanlagen aufgehoben und der Grünpfeil fest integrierter Bestandteil der StVO. Mit Veröffentlichung vom 15. April 1994 wurden die Vorschriften für eine einheitliche Gestaltung des Grünpfeils im Verkehrsblatt erlassen.

#### Novelle 1997 (Radfahrnovelle)
Mit der sogenannten Radfahrernovelle vom 1. September 1997 wurde in Einbahnstraßen die Möglichkeit eingeführt, Radverkehr in Gegenrichtung zuzulassen. Radwege sind seither nur noch bei Kennzeichnung mit den Zeichen 237, 240 und 241 (weißes Fahrrad auf blauem Grund) benutzungspflichtig. Statt des Baus von Bordsteinradwegen können auf der Fahrbahn Radfahrstreifen (benutzungspflichtig) oder Schutzstreifen (nur orientierend) eingerichtet werden.
Hinzugefügt wurde auch der Abs. 9 des § 45. Er verpflichtet die Straßenverkehrsbehörden bei verkehrsrechtlichen Anordnungen restriktiv zu verfahren. Daraus resultiert die „Subsidiarität der Verkehrszeichenanordnung“, wonach diese nur noch ausnahmsweise (konkret: gefahrenabwehrend) angeordnet werden dürfen.

#### Novelle 2000
Wesentliche Änderungen der Novelle vom 14. Dezember 2000 waren die Normierung von Kreisverkehren und Tempo-30-Zonen.

#### Novelle 2009 (Schilderwaldnovelle)
Die am 3. April 2009 vom Bundesrat verabschiedete 46. StVO-Novelle vom 5. August 2009 trat am 1. September 2009 in Kraft.
Sie hatte zwei Hauptzielrichtungen: Sie sollte den Schilderwald reduzieren und den Fahrradverkehr sicherer machen. Außerdem wurden die Übergangsvorschriften für alte Verkehrszeichen ersatzlos gestrichen, die auf Grundlage der vor dem 1. Juli 1992 gültigen Vorschriften gestaltet waren. Durch die Novelle waren Kommunen verpflichtet, alle bestehenden Verkehrsschilder, die noch die alten Gestaltungsrichtlinien zeigten, sofort zu ersetzen. Dies führte aufgrund der hohen erwarteten Kosten zu massiven Proteststürmen der Verantwortlichen.
Der damalige Bundesverkehrsminister Peter Ramsauer sah sich daraufhin veranlasst, den Text der Novelle nochmals zu prüfen. Dabei stellten sich schwere Formfehler heraus. So zitierte die Einleitungsformel der Verordnung gesetzliche Vorschriften, die in dieser Form nie existiert hatten. Teilweise wurde in der Novelle auch überhaupt keine Ermächtigungsgrundlage für enthaltene Regelungen genannt.
Nach einer am 13. April 2010 veröffentlichten Pressemeldung bezeichnete das Bundesministerium für Verkehr seine Novelle aus formellen Gründen für nichtig. Formal entfaltet eine Pressemitteilung keinerlei rechtliche Wirkung, sondern ausschließlich die im Bundesgesetzblatt verkündeten Vorschriften. Daneben blieb die juristische Problematik, ob das Bundesministerium überhaupt berechtigt war, eine solche Nichtigkeit zu erklären.
Trotz dieser Bedenken um die tatsächliche Rechtslage wurde die Unwirksamkeit der Novelle aufgrund der Fehler auch in juristischen Fachkreisen sowie in den Kommunen als gegeben wahrgenommen und entsprechend gehandelt: Die Verkehrsschilder wurden nicht ausgetauscht.
Um die erkannten Mängel zu beheben, wurde die StVO mit der Verordnung zur Neufassung der Straßenverkehrs-Ordnung (StVO) vom 26. Juli 2012 neu erlassen. In ihrer Begründung wird auf den Verstoß gegen das verfassungsrechtliche Zitiergebot eingegangen (Art. 80 Abs. 1 Satz 3 GG).

#### Novelle 2010 (Winterreifenpflicht)
Am 3. Dezember 2010 wurde im Bundesgesetzblatt die nächste Änderung der StVO bekanntgegeben. Sie betraf die Pflicht, dass Kraftfahrzeuge bei Glatteis, Schneeglätte, Schneematsch, Eis- oder Reifglätte mit Winterreifen ausgerüstet sein müssen. Die Novelle trat tags darauf in Kraft. In dieser Änderung der Straßenverkehrs-Ordnung berief sich der Gesetzestext auf die trotz aller Bedenken und Nichtigkeitserklärungen auch weiterhin gültige Novelle vom 5. August 2009.

### Straßenverkehrs-Ordnung von 2013

Zeichen 150 „Beschrankter Bahnübergang“ (1909–2013) Eines der ältesten deutschlandweit normierten Sinnbilder (1909) wurde 2013 abgeschafft.

„Kriegsgräberstätten“ 1957–2013 Die Unterrichtungstafel wurde 2013 aus dem Verkehrszeichenkatalog gestrichen.

Mit der am 1. April 2013 in Kraft getretenen Neufassung der StVO wurden Verstöße gegen das verfassungsrechtliche Zitiergebot (Art. 80 Abs. 1 Satz 3 GG) verschiedener vorheriger Novellen behoben (siehe oben Anmerkungen zur Novelle 2009). Neben der wieder zulässigen Verwendung alter Verkehrszeichen bestanden die Änderungen in einem umfangreichen Gendern des Wortlauts, bei dem geschlechtsneutrale Formulierungen und stellenweise Paarformen (Beidnennung) verwendet wurden gemäß den Regelungen im Handbuch der Rechtsförmlichkeit (3. Auflage 2008).

#### Novelle 2014
Die am 26. Oktober 2014 erlassene Änderung beseitigt die Ausnahme von der Gurtpflicht für Personen, die ein Taxi oder einen Mietwagen bei der Fahrgastbeförderung führen. Taxifahrer müssen sich also seit 30. Oktober 2014 anschnallen. Radfahrer handeln nun ordnungswidrig, wenn sie einen Radweg in nicht zulässiger Richtung befahren (§ 2 Abs. 4 Satz 4 StVO). Ist ein Radweg oder Seitenstreifen in zulässiger Richtung vorhanden, müssen sie mit einem Bußgeld rechnen.

#### Novelle 2015
Die am 15. September 2015 erlassene Änderung dient der Bevorrechtigung elektrisch betriebener Fahrzeuge. Es wurde ein Sinnbild für Zusatzzeichen eingeführt, um z. B. elektrisch betriebene Fahrzeuge auf Bussonderstreifen oder besonderen Parkflächen zuzulassen und von Verkehrsverboten auszunehmen.

#### Novelle 2016
Die am 30. November 2016 erlassene Änderung führte das Sinnbild „E-Bikes“ ein. E-Bikes dürfen Radwege außerorts benutzen. Kinder bis acht Jahre dürfen fortan von der Fahrbahn baulich getrennte Radwege benutzen. Kinder bis acht Jahre, die mit dem Rad den Fußweg benutzen, dürfen nun von einer mitfahrenden Aufsichtsperson im Alter von mindestens 16 Jahren auf dem Fußweg begleitet werden. Rettungsgassen sind auf Autobahnen bei Stau bis zur Schrittgeschwindigkeit zu bilden.
Benutzungspflichtige Radwege außerhalb geschlossener Ortschaften und benutzungspflichtige Radfahrstreifen innerhalb geschlossener Ortschaften dürfen nun auch angeordnet werden, wo keine besondere Gefahrenlage nach § 45 Abs. 9 Satz 3 besteht (wie schon zuvor Schutzstreifen seit der Neufassung von 2013).

#### Novelle 2017 (Handy-Novelle)
Mit der Novelle vom 6. Oktober 2017 wurde ein Gesichtsverhüllungsverbot beim Führen eines Kraftfahrzeuges eingeführt.
Zudem wurden das Verbot von Mobiltelefonen am Steuer auf weitere elektronische Geräte ausgedehnt und Führer von Fahrzeugen des Linienverkehrs (Busse, Straßenbahnen) an Haltestellen davon ausgenommen.

#### Novelle 2019
Die Novelle vom 6. Juni 2019 betraf die Teilnahme von Elektrokleinstfahrzeugen am Straßenverkehr.

#### Novelle 2020

Zeichen 350.1: Radschnellweg

Mit Wirkung zum 28. April 2020 wurden Regelungen zum Grünpfeil für den Radverkehr, zum Mindestabstand beim Überholen, neue Verkehrszeichen für den Radschnellweg, Fahrradzonen, das Lastenfahrrad, zu Haifischzähnen und zum Carsharing erlassen, außerdem der behördliche Spielraum für zeitlich und örtlich begrenzte Verkehrsversuche vergrößert.

## Besondere Bestimmungen
§ 50 StVO besagt, dass auf der Insel Helgoland der Verkehr mit Kraftfahrzeugen sowie das Radfahren verboten sind. Neben der Polizei (VW Golf) hat nur der Seehundjäger genannte Naturschutzbeauftragte ein Dienstfahrrad, außerdem gibt es Ausnahmegenehmigungen für über 100 Elektrokarren für den Warentransport und einige Rettungsfahrzeuge. Zurzeit (2020) fehlt noch die Veröffentlichung der Datensätze zur Gestaltung und normierten Ausführung der Verkehrszeichen im Verkehrsblatt.
§ 35 StVO führt alle Organisationen auf, die in bestimmten Fällen von der StVO befreit sind: Bundeswehr, Bundespolizei, Feuerwehr, Katastrophenschutz, Polizei und Zolldienst. Diese Organisationen dürfen auf deutschen Straßen mit Sonderrechten fahren. Des Weiteren gehören auch Fahrzeuge des Rettungsdienstes dazu, „wenn höchste Eile geboten ist, um Menschenleben zu retten oder schwere gesundheitliche Schäden abzuwenden“. Zudem beinhaltet die Norm Ausnahmen unter anderem für die Müllabfuhr, die Straßenreinigung oder Messfahrzeuge der Bundesnetzagentur.